# Chalinga
Chalinga is een geslacht van vlinders uit de familie Nymphalidae. De typesoort van het geslacht is Limenitis elwesi Oberthür, 1883.

## Soorten
- Chalinga elwesi (Oberthür, 1883)
  - = Limenitis elwesi Oberthür, 1883
- Chalinga pratti (Leech, 1890)
  - = Limenitis pratti Leech, 1890
  - = Najas prattii (Moore, 1898)
  - = Limenitis eximia Moltrecht, 1909
  - = Seokia pratti (Sibatani, 1943)
  - = Eolimenitis eximia Kurentzov, 1950
  - = Ussuriensia jefremovi Nekrutenko, 1960
- Chalinga puerensis Tshikolovets, 2017[2]